# Melence
Melence (szerbül Меленци / Melenci, németül Melenze) település Szerbiában, a Vajdaságban, a Közép-bánsági körzetben, Nagybecskerek községben.

## Fekvése
Nagybecskerektől északra, Elemér, Kumán és Basahíd közt fekvő település.

## Története

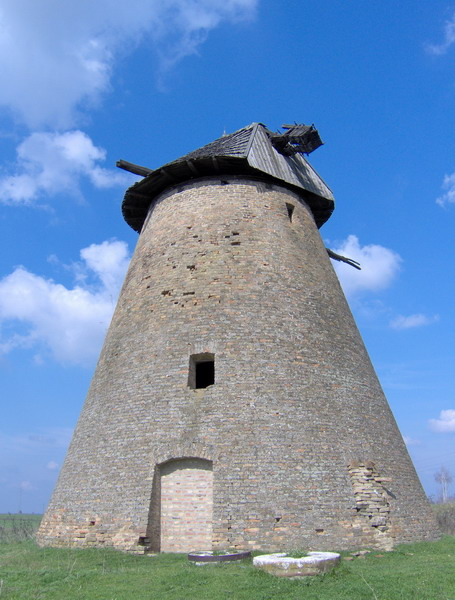
Elhagyatott szélmalom Melencénél

Melence a Ruszanda-tó mellett fekvő település, melyet az 1723-1725-ös gróf Mercy-féle térkép még mint pusztát jelölt, és 1750-ben a délmagyarországi kincstári puszták bérlő-társasága bérelt.
Melence 1751-1752-ben települt be és ekkor a feloszlatott tisza-marosi katonai határőrvidékhez tartozó határőrök szállták meg.
1774-ben a kikindai szabad kerülethez csatolták, de mivel a nagyrészt határőrökből álló lakosság nem volt megelégedve új helyzetével, 1775-1778-ban 115 család a szervezés alatt álló dunai Határőrvidékre települt át.
1788-ban, a török háború kitörésekor, a Szerbiából menekülők közül 32 családot itt helyeztek el, majd 1817-ben, a kerülethez tartozó többi községekkel együtt szabadalom-levelet nyert.
Melence mindvégig kamarai birtok volt, 1876-ban Torontál vármegyéhez csatolták.
A települést az 1800-as évektől több csapás is érte:
1869-ben az itt pusztító árvíz a község határából 10 000 holdat öntött el.
1873-ban  nagy kolerajárvány pusztított a helységben, melynek 800-an estek áldozatul, majd 1893-ban ismét kisebb mértékű kolerajárvány volt.
1888-ban nagy tűzvész pusztított itt, mely alkalommal 150 épület pusztult el.
1910-ben 8939 lakosából 244 magyar, 143 német, 8511 szerb volt. Ebből 352 római katolikus, 8546 görögkeleti ortodox volt.
A trianoni békeszerződés előtt Torontál vármegye Törökbecsei járásához tartozott.

## Népesség

### Demográfiai változások
| 1948 | 1953 | 1961 | 1971 | 1981 | 1991 | 2002 | 2011 |
| ---- | ---- | ---- | ---- | ---- | ---- | ---- | ---- |
| 8447 | 8363 | 8254 | 8008 | 7685 | 7270 | 6737 | 5982 |

## Nevezetességek
- Görögkeleti temploma - 1790-ben épült
- Rusanda Gyógyfürdő ma és Ruszanda fürdő régen

## Ismert személyiségek
- Itt született tiszteletre méltó Bogner Mária Margit (Melence, 1905. december 15. – Érd, 1933. május 13.),  vizitációs nővér, a boldog egyházi méltóság várományosa.
- Itt született tiszteletre méltó Györgypál Albert (Melence, 1914. június 18. – Nagyvárad, 1947. nyara?),  hittanár, ugyancsak a boldogi cím várományosa.
- Itt született Hajós József (Joe Hajos) filmzene-szerző (Melence, 1907. október 3. - Eaubonne, 1982. október 26.)[4]

## Jegyzetek

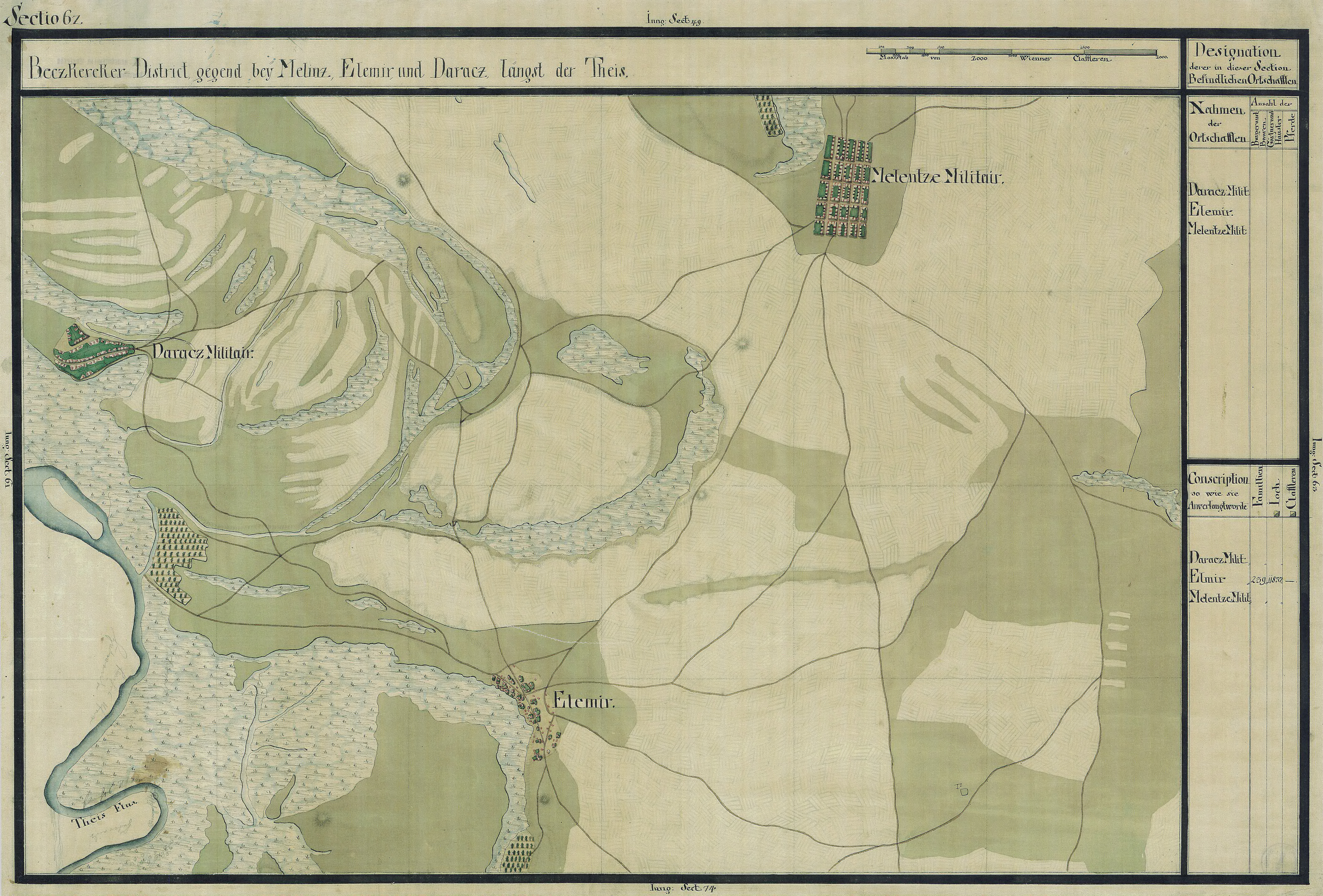
Melence egy régi térképen